# 4937 Lintott
4937 Lintott је астероид главног астероидног појаса чија средња удаљеност од Сунца износи 2,596 астрономских јединица (АЈ).
Апсолутна магнитуда астероида је 11,8.